# Zdenka Ištvanović
Zdenka Ištvanović (Virovitica, 7. travnja 1943.) je bivša hrvatska rukometašica. Igrala je na mjestu vratarke.
Državno prvenstvo osvojila je 1958. s virovitičkom Lokomotivom, 1962., 1964. i 1965 sa zagrebačkom Lokomotivom, a istim klubom Kup 1965. i 1971. godine. 
U sastavu bivše jugoslavenske ženske rukometne reprezentacije je sudjelovala na nekoliko velikih natjecanja. Na SP-ima je sudjelovala pet puta, osvojivši zlato 1973., srebro 1965. i 1971., 1962. je bila četvrta, a 1975. je bila na 5. mjestu. 

## Vanjske poveznice
- www.hr